# Diamond Mine II
Diamond Mine II è un videogioco pubblicato nel 1985-1987 per gli home computer Amstrad CPC, BBC Micro, Electron, Commodore 16 e MSX dalla Blue Ribbon. Consiste nel raccogliere diamanti da un sotterraneo utilizzando un tubo allungabile.
È il seguito di Diamond Mine (nel caso del CPC e dell'MSX il predecessore non esiste, ma c'è comunque il "II" nel titolo).
A differenza del predecessore, che ha solo una vaga somiglianza, Diamond Mine II è praticamente un clone dell'arcade Anteater.